# Stone Blues (альбом Чарлі Масселвайта)
Stone Blues — студійний альбом американського блюзового музиканта Чарлі Масселвайта, випущений у 1968 році лейблом Vanguard.

## Опис
Це другий альбом Чарлі Масселвайта Чарли на Vanguard і четвертий загалом. Тут він грає з новим складом музикантів, але підхід до музики і матеріалу зберігся, і він такий ж як і на дебютному альбомі. Після первшої платівки у Масселвайта були ще 2 альбоми, які вважаються невдалими. Однак Stone Blues втілює у собі справжній американський блюз-рок зразка 1968 року. На альбомі виділяються такі композиції: «My Buddy Buddy Friends», інструментальна «Clay's Tune», «Gone and Left Me», «Cry for Me Baby», цікаво аранжована композиція Літтл Волтера «Juke», «She Belongs to Me», на якій співає клавішник Клей Коттон. Спродюсував альбом Баррі Голдберг. 

## Список композицій
1. «My Buddy Buddy Friends» (Аарон Кортен) — 1:51
2. «Everything's Gonna Be Allright» (Волтер Джейкобс) — 2:34
3. «My Baby's Sweeter» (Віллі Діксон) — 3:57
4. «Clay's Tune» (Клей Коттон) — 5:09
5. «Gone and Left Me» (Волтер Джейкобс) — 3:41
6. «Cry for Me Baby» (Елмор Джеймс) — 2:39
7. «Hey Baby» (Альберт Кінг) — 4:07
8. «Juke» (Волтер Джейкобс) — 2:15
9. «She Belongs to Me» (Ел Бенсон, Семюел Мегетт) — 2:33
10. «Bag Gloom Brews» (Клей Коттон) — 9:18

## Учасники запису
- Чарлі Масселвайт — вокал, губна гармоніка
- Ларрі Велкер, Тім Каїхацу — гітара
- Клей Коттон — клавішні, вокал (9)
- Карл Северід — бас-гітара
- Едді Го — ударні

Технічний персонал
- Баррі Голдберг — продюсер
- Clickencrack Productions — дизайн обкладинки
- Марта Паріжен — фотографія